# Vlajka Tverské oblasti

Vlajka Tverské oblasti
Poměr stran: 2:3

Vlajka Tverské oblasti, jedné z oblastí Ruské federace, je tvořena listem o poměru stran 2:3 se třemi svislými pruhy, žlutým, červeným a žlutým, v poměru šířek 1:2:1. Uprostřed vlajky, v červeném pruhu, je umístěna figura ze znaku oblasti.

## Historie
Tverská oblast vznikla 29. ledna 1935 pod názvem Kalininská oblast, přejmenována byla v roce 1991. Až do roku 1996 neužívala oblast žádnou vlajku. Vlajka oblasti byla přijata zákonodárným sborem oblasti usnesením č. 439 o schválení zákona č. 45 dne 28. listopadu 1996.

## Vlajky rajónů Tverské oblasti

Administrativní členění Tverské oblasti

Tverská oblast se člení na 11 městských okruhů, 9 obecních okruhů a 22 rajónů.
Městské okruhy

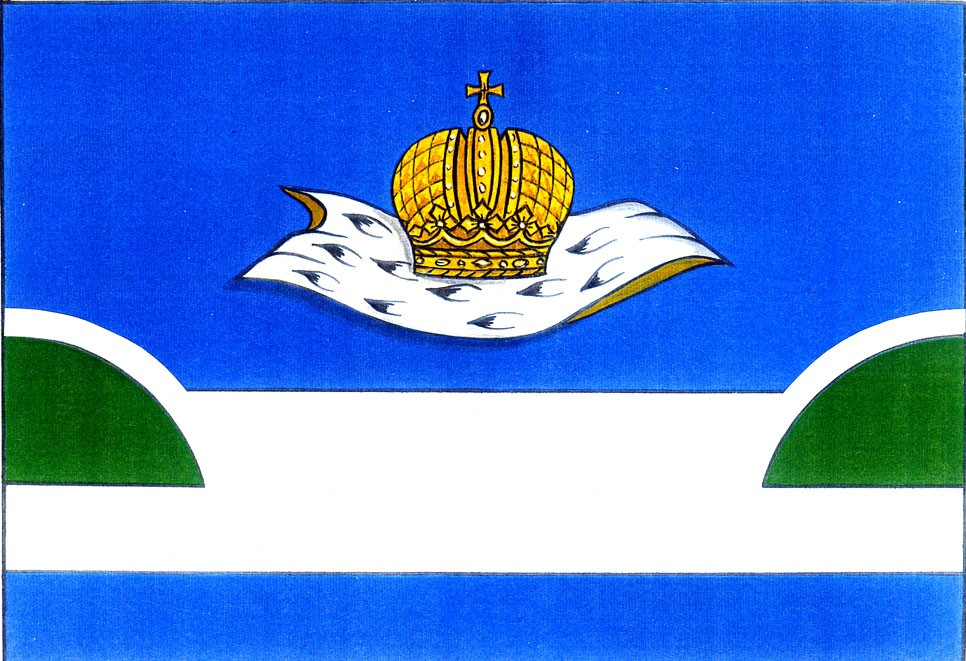
Vyšněvolocký městský okruh (6) Poměr stran: 2:3
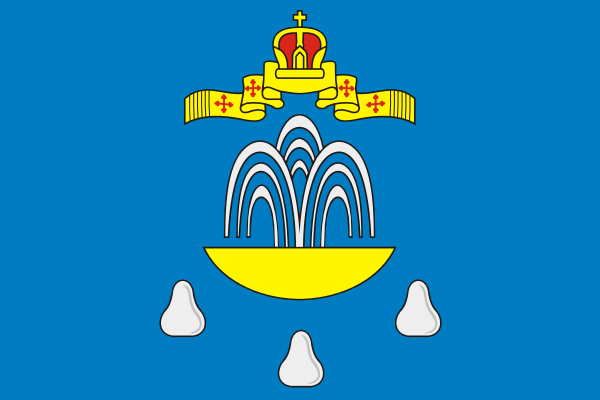
Kašinský rajón (12) Poměr stran: 2:3
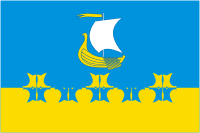
Kimry (14) Poměr stran: 2:3
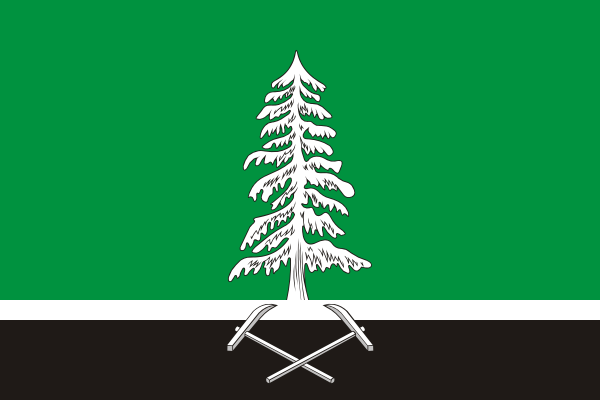
Nelidovský rajón (22) Poměr stran: 2:3
Uzavřené město Ozjornyj (4) Poměr stran: 2:3
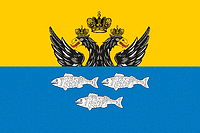
Ostaškovský městský okruh (24) Poměr stran: 2:3
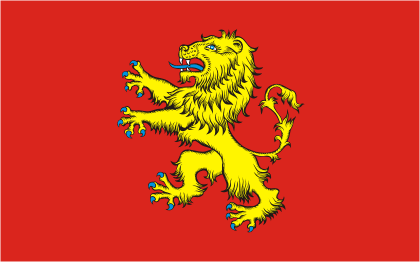
Ržev (27) Poměr stran: 2:3
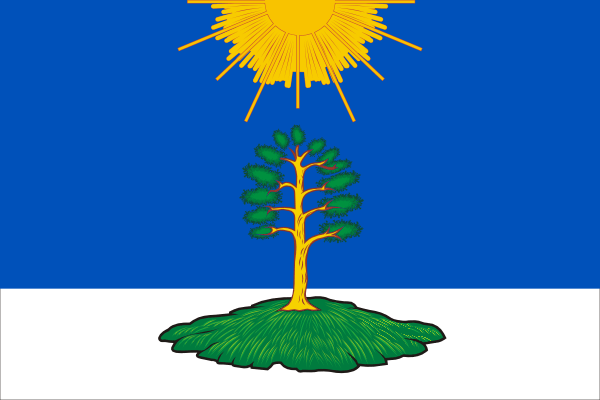
Uzavřené město Solněčnyj (24) Poměr stran: 2:3
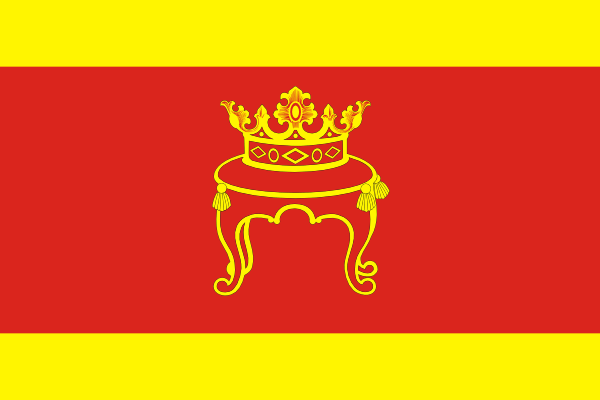
Tver (10) Poměr stran: 2:3
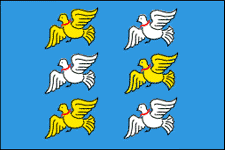
Toržok (33) Poměr stran: 2:3
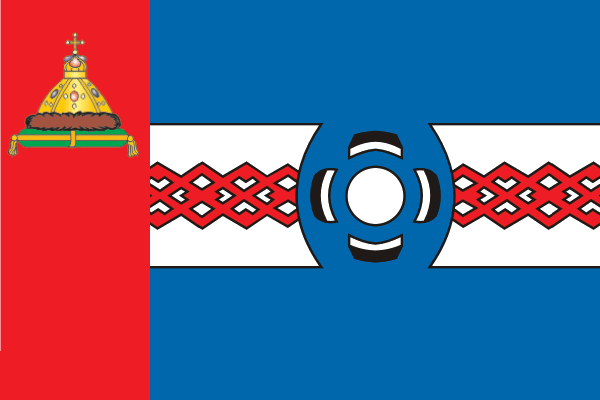
Udomelský městský okruh (35) Poměr stran: 2:3

Obecní okruhy

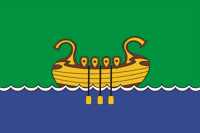
Andreapolský obecní okruh (1) Poměr stran: 2:3
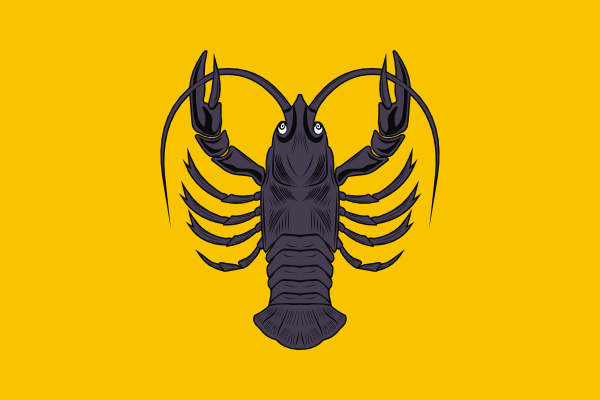
Vesjegonský rajón (5) Poměr stran: 2:3
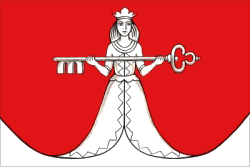
Zapadnodvinský rajón (8) Poměr stran: 2:3
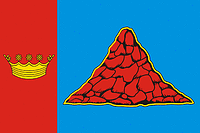
Krasnocholmský rajón (16) Poměr stran: 2:3
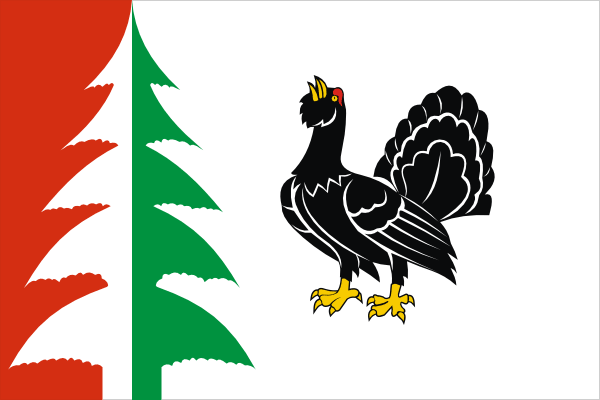
Lesnojský rajón (18) Poměr stran: 2:3
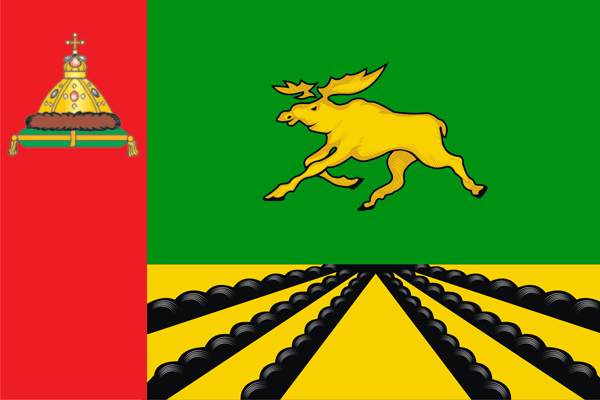
Oleninský rajón (23) Poměr stran: 2:3
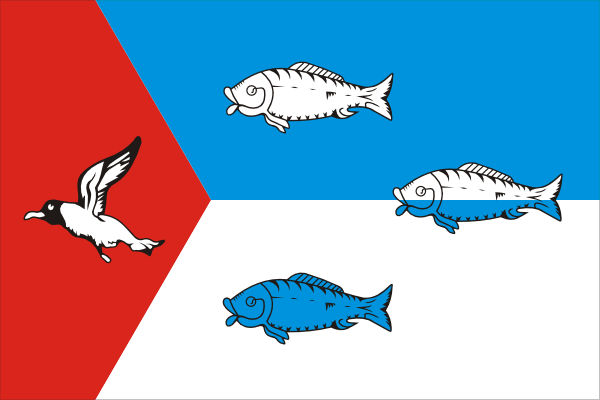
Penovský rajón (25) Poměr stran: 2:3
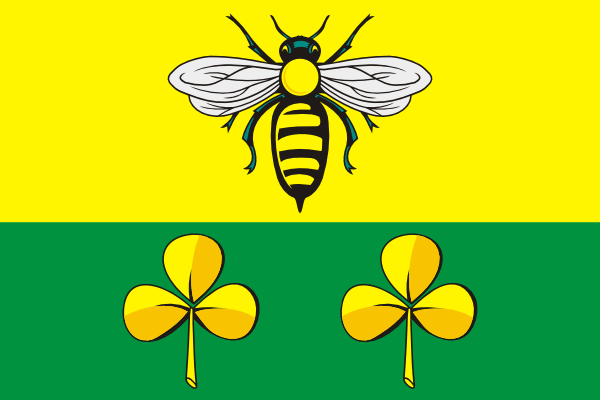
Sandovský rajón (28) Poměr stran: 2:3
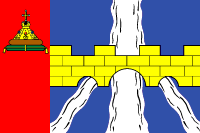
Seližarovský rajón (29) Poměr stran: 2:3

Rajóny

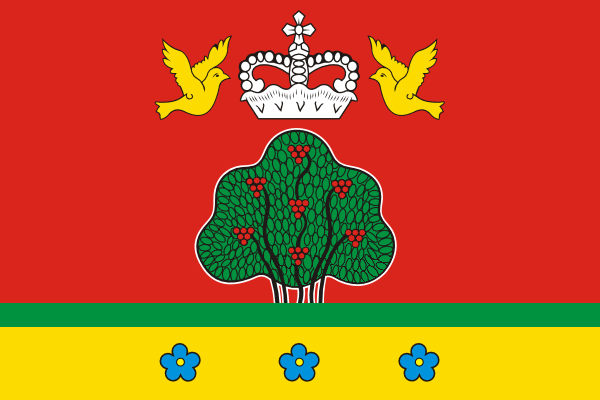
Bežecký rajón (2) Poměr stran: 2:3
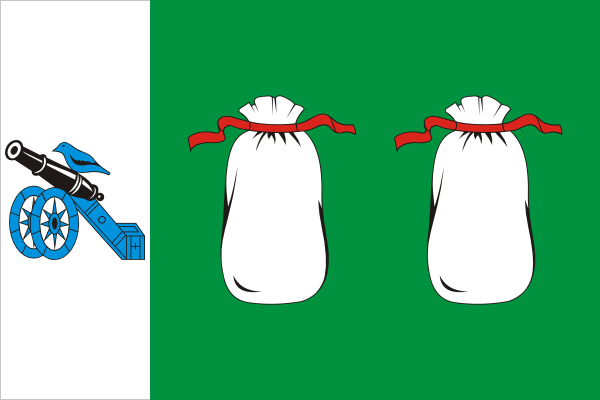
Bělský rajón (3) Poměr stran: 2:3
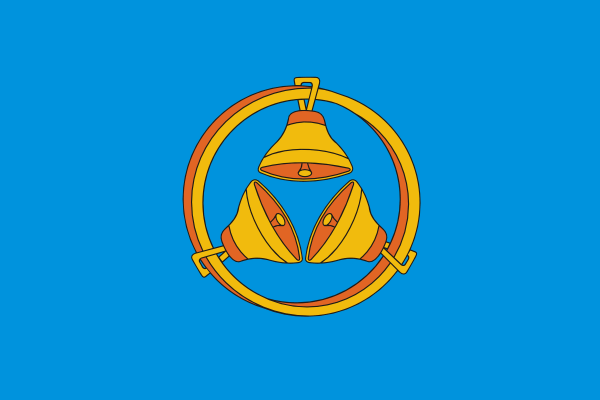
Bologovský rajón (4) Poměr stran: 2:3
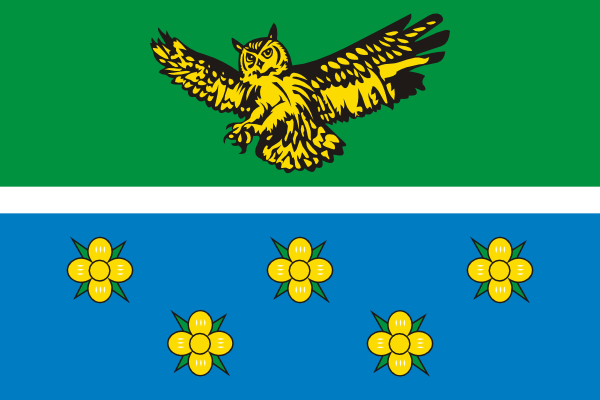
Žarkovský rajón (7) Poměr stran: 2:3
Zubcovský rajón (9) Poměr stran: 2:3
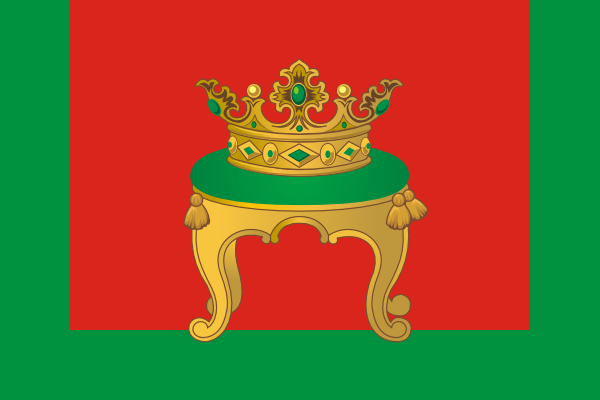
Kalininský rajón (10) Poměr stran: 2:3
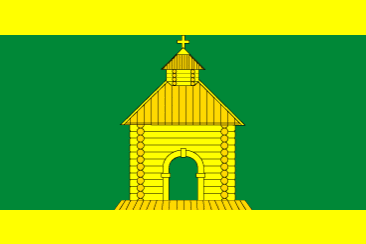
Kaljazinský rajón (11) Poměr stran: 2:3
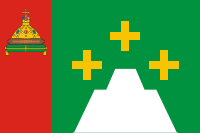
Kesovogorský rajón (13) Poměr stran: 2:3
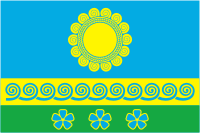
Kimrský rajón (14) Poměr stran: 2:3
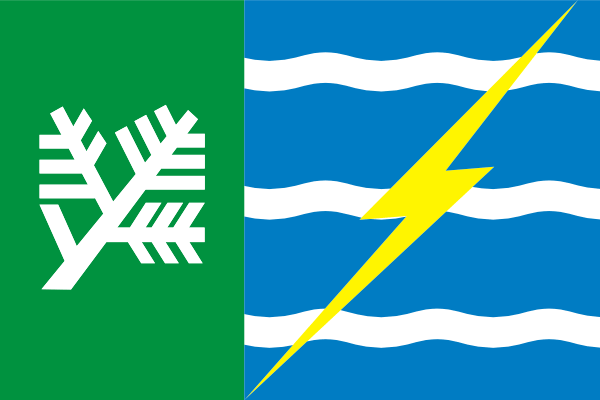
Konakovský rajón (15) Poměr stran: 2:3
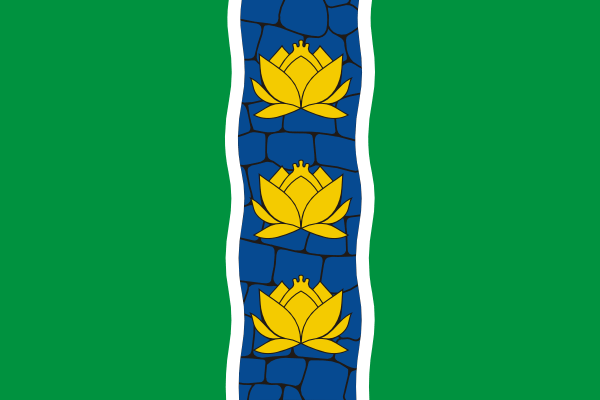
Kuvšinovský rajón (17) Poměr stran: 2:3
Lichoslavlský rajón (19) Poměr stran: 2:3
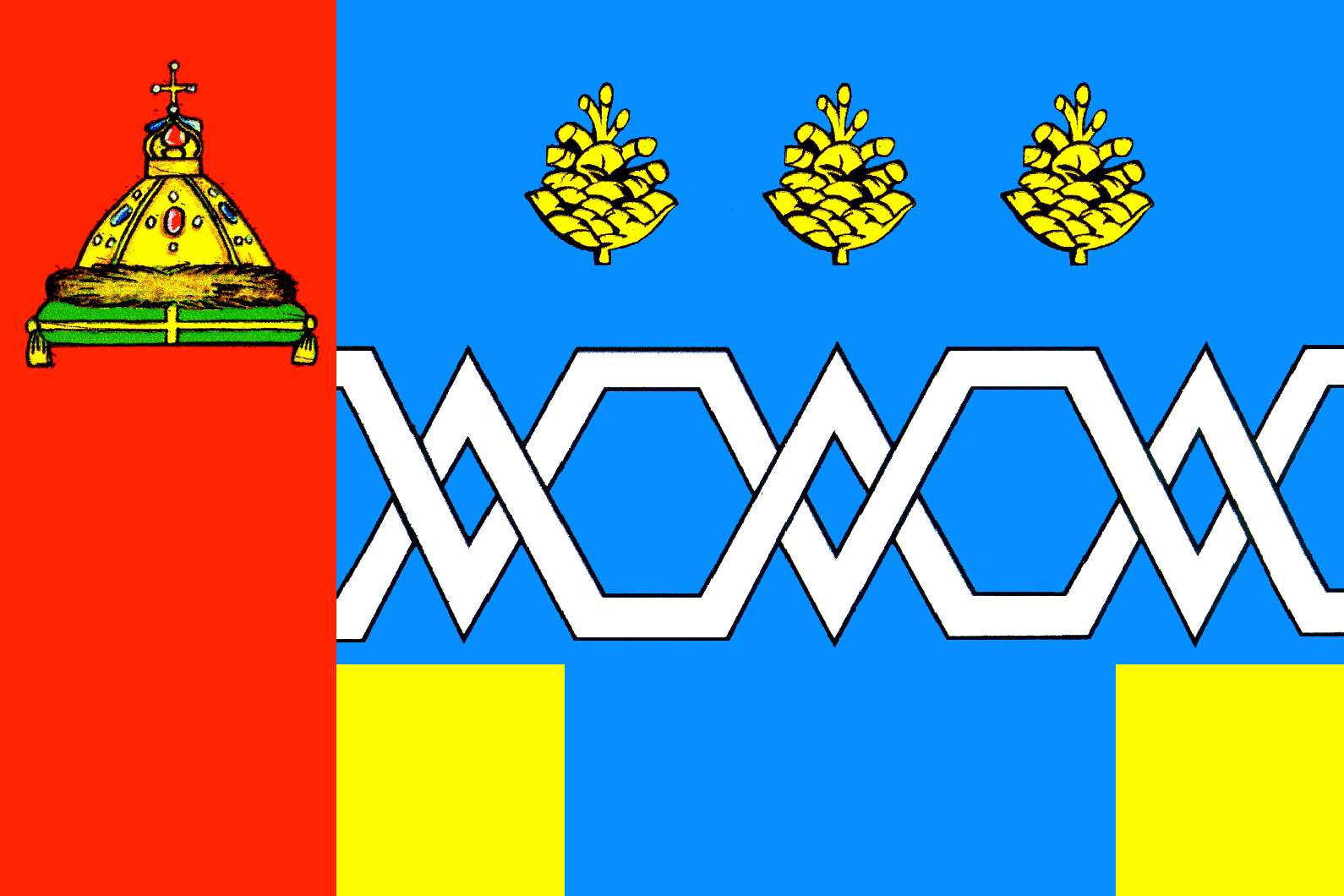
Maksatichinský rajón (20) Poměr stran: 2:3
Molokovský rajón (21) Poměr stran: 2:3
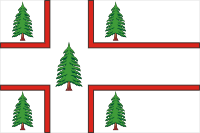
Rameškovský rajón (26) Poměr stran: 2:3
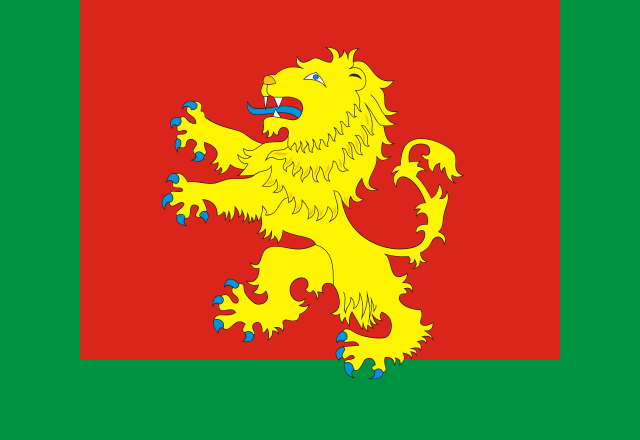
Rževský rajón (27) Poměr stran: 2:3
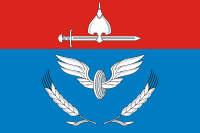
Sonkovský rajón (30) Poměr stran: 2:3
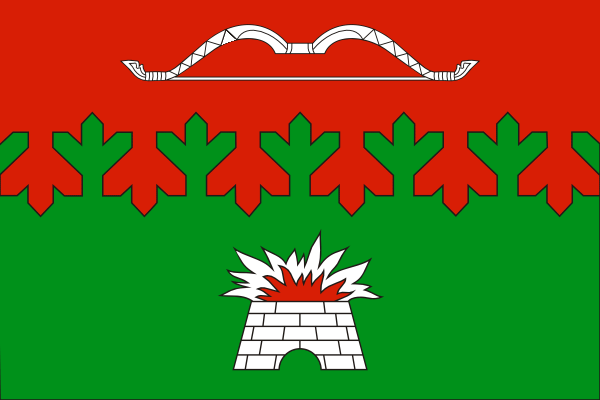
Spirovský rajón (31) Poměr stran: 2:3
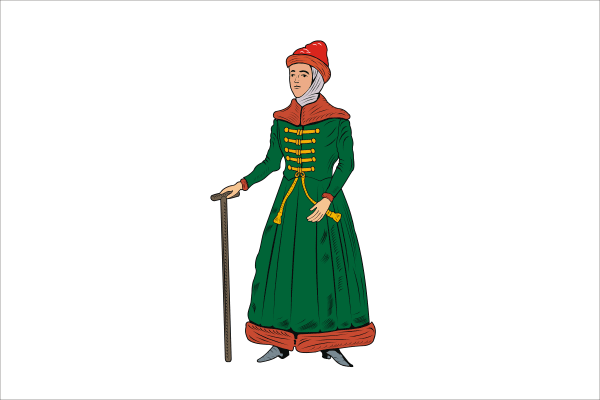
Starický rajón (32) Poměr stran: 2:3
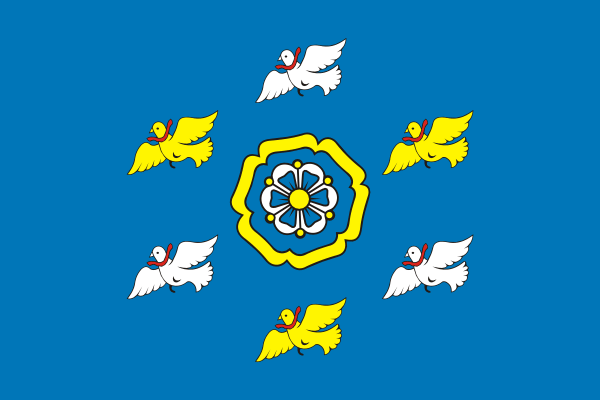
Toržokský rajón (34) Poměr stran: 2:3
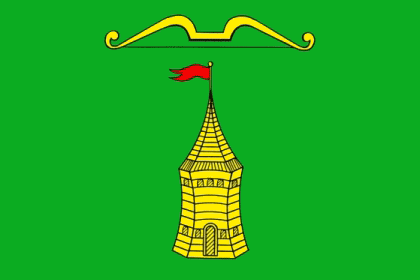
Toropecký rajón (34)
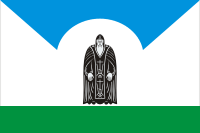
Firovský rajón (36) Poměr stran: 2:3